# Rennrodel-Weltmeisterschaften 1957
Die Rennrodel-Weltmeisterschaften 1957 fanden  am 26. und 27. Januar 1957 in  Davos in der Schweiz statt.

## Einsitzer der Frauen
| Platz | Land | Sportlerin    | Zeit     |
| ----- | ---- | ------------- | -------- |
| 1     | AUT  | Maria Isser   | 14:55.01 |
| 2     | FRG  | Helga Müller  | 15:04.14 |
| 3     | ITA  | Brigitte Fink | 15:05.94 |

Weitere Reihenfolge
| Platz | Sportlerin            | Land |
| ----- | --------------------- | ---- |
| 4     | May Torriani          | CHE  |
| 5     | Erika Leitner         | ITA  |
| 6     | Freya Aschermann      | GDR  |
| 7     | Barbara Gorgoń        | POL  |
| 8     | Stefania Olkuska      | POL  |
| 9     | Elisabeth Nagele      | CHE  |
| 10    | Gertraud Beer         | FRG  |
| 11    | Lotte Scheimpflug     | ITA  |
| 12    | Ida Zangerle          | AUT  |
| 13    | Ursula Anhut          | FRG  |
| 14    | Liv Storhaug          | NOR  |
| 15    | Anna Grabowska-Zrobik | POL  |
| 16    | Mihela Klinar         | YUG  |
| 17    | Pia Branger           | CHE  |
| 18    | Sonja Kägi            | CHE  |
| 19    | Bärbel Kühner         | GDR  |
| 20    | Eleonore Lieber       | AUT  |
| 21    | Johanna Oberkofler    | AUT  |
| 22    | Anneliese Laubscher   | CHE  |
| 23    | Ellen Lemm            | FRG  |

## Einsitzer der Männer
| Platz | Land | Sportler      | Zeit     |
| ----- | ---- | ------------- | -------- |
| 1     | FRG  | Hans Schaller | 13:47.14 |
| 2     | SUI  | Bibi Torriani | 13:57.78 |
| 3     | AUT  | Erich Raffl   | 13:58.71 |

Weitere Reihenfolge
| Platz | Sportler             | Land |
| ----- | -------------------- | ---- |
| 4     | Hans Graber          | ITA  |
| 5     | Fritz Nachmann       | FRG  |
| 6     | Josef Strillinger    | FRG  |
| 7     | Erhard Grundmann     | FRG  |
| 8     | Aspreno Müller       | CHE  |
| 9     | Josef Lenz           | FRG  |
| 10    | Willibald Leimgruber | AUT  |
| 11    | Lenz Reischel        | FRG  |
| 12    | Fritz Fischer        | AUT  |
| 13    | Hans Frey            | CHE  |
| 14    | Werner Oswald        | CHE  |
| 15    | Paul Aste            | AUT  |
| 16    | Willibald Lache      | AUT  |
| 17    | Mogens Christensen   | NOR  |
| 18    | David Moroder        | ITA  |
| 19    | Virgil Oberbacher    | ITA  |
| 20    | Louis Walch          | AUT  |
| 21    | Oswald Mussner       | ITA  |
| 22    | Heinrich Isser       | AUT  |
| 23    | Andrä Oberhammer     | ITA  |
| 24    | Sepp Mayr            | FRG  |
| 25    | Rolf Sticken         | FRG  |
| 26    | Josef Isser          | AUT  |
| 27    | Walter Feist         | GDR  |
| 28    | Rudolf Förster       | FRG  |
| 29    | Georg Pichler        | ITA  |
| 30    | Hermann Knüppel      | FRG  |
| 31    | Reinhold Frosch      | AUT  |
| 32    | Werner Hettstedt     | GDR  |
| 33    | Nepomuk Beer         | FRG  |
| 34    | Josef Thaler         | AUT  |
| 35    | Beat Häsler          | CHE  |
| 36    | Helmut Teifel        | GDR  |
| 37    | Günter Schneider     | GDR  |
| 38    | Hubert Ebner         | ITA  |
| 39    | Peter Colli          | ITA  |
| 40    | Horst Urban          | CSK  |
| 41    | Pierre Martzollf     | FRA  |
| 42    | Jan Biga             | POL  |
| 43    | Arno Berglund        | SWE  |
| 44    | Jochen Asche         | GDR  |
| 45    | Hans Krausner        | AUT  |
| 46    | Stane Horvat         | YUG  |
| 47    | Rudolf Ginskey       | FRG  |
| 48    | Werner Ackermann     | FRG  |
| 49    | Rudolf Traufer       | CHE  |
| 50    | Finn Didriksen       | NOR  |
| 51    | Ryszard Pędrak       | POL  |
| 52    | Drago Kosir          | YUG  |
| 53    | Reno Gross           | CHE  |
| 54    | Bronislav Hanák      | CSK  |
| 55    | Paolo Ambrosi        | ITA  |
| 56    | Erich Peukert        | CSK  |
| 57    | Fritz Kienzl         | AUT  |
| 58    | Jose Klinar          | YUG  |
| 59    | Herbert Moroder      | ITA  |
| 60    | Björn Walden         | SWE  |
| 61    | Petr Skrabalek       | CSK  |
| 62    | Josef Heller         | CSK  |
| 63    | Herbert Schneider    | FRG  |
| 64    | Noldi Gartmann       | CHE  |
| 65    | Halvor Smedal-Stang  | NOR  |
| 66    | Volley Cole          | USA  |
| 67    | Einar Hellum         | NOR  |
| 68    | Ove Johansson        | SWE  |
| 69    | Maurice Armanet      | FRA  |
| 70    | Helmut Berndt        | FRG  |
| 71    | Gottfried Kägi       | CHE  |
| 72    | Charles Mouton       | FRA  |
| 73    | Georges Tresallet    | FRA  |
| 74    | Jan Kortenoever      | NLD  |
| 75    | Serge Créten         | FRA  |
| 76    | Jack Storch          | USA  |
| 77    | Walter Bornhaupt     | NLD  |
| 78    | Peter Dätwyler       | CHE  |
| 79    | Michel Huillier      | FRA  |
| 80    | George Robino        | FRA  |
| 81    | Claude Cavaillon     | FRA  |
| 82    | William Palmer       | USA  |

## Doppelsitzer
| Platz | Land | Sportler                          | Zeit    |
| ----- | ---- | --------------------------------- | ------- |
| 1     | FRG  | Fritz Nachmann, Josef Strillinger | 6:54.91 |
| 2     | ITA  | Giorgio Pichler, Hubert Ebner     | 6:55.89 |
| 3     | AUT  | Erich Raffl, Ewald Walch          | 7:03.88 |

Weitere Reihenfolge
| Platz | Sportler                                 | Land      |
| ----- | ---------------------------------------- | --------- |
| 4     | Sepp Mayr, Lenz Reischel                 | FRG       |
| 5     | Josef Lenz, Nepomuk Beer                 | FRG       |
| 6     | David Moroder, Andrä Oberhammer          | ITA       |
| 7     | Ryszard Pędrak, Barbara Gorgoń           | POL       |
| 8     | Hans Graber, Paolo Ambrosi               | ITA       |
| 9     | Josef Isser, Marie Isser                 | AUT       |
| 10    | Josef Thaler, Hans Krausner              | AUT       |
| 11    | Werner Hettstedt, Helmut Schneider       | GDR / FRG |
| 12    | Reinhold Frosch, Berta Pürkel            | AUT       |
| 13    | Horst Urban, Erich Peukert               | CSK       |
| 14    | Rudolf Trautmann, Noldi Gartmann         | CHE       |
| 15    | Jan Biga, Stefania Olkuska               | POL       |
| 16    | Oswald Mussner, Peter Colli              | ITA       |
| 17    | Willibald Leimgruber, Josef Unterfrauner | AUT       |
| 18    | Walter Feist, Freya Aschermann           | GDR       |
| 19    | Paul Aste, Heinrich Isser                | AUT       |
| 20    | Helmut Teifel, Rudolf Förster            | GDR / FRG |
| 21    | Rolf Sticken, Werner Koch                | FRG       |
| 22    | Hermann Knüppel, Dietrich Schmidt        | FRG       |
| 23    | Günter Schneider, Ursula Anhut           | GDR / FRG |
| 24    | Gottfried Kägi, Sonja Kägi               | CHE       |

## Medaillenspiegel
| Platz | Land           | Gold | Silber | Bronze | Gesamt |
| ----- | -------------- | ---- | ------ | ------ | ------ |
| 1     | BR Deutschland | 2    | 1      | 0      | 3      |
| 2     | Österreich     | 1    | 0      | 2      | 3      |
| 3     | Italien        | 0    | 1      | 1      | 2      |
| 4     | Schweiz        | 0    | 1      | 0      | 1      |